# 羅克維爾 (明尼蘇達州)
羅克維爾（英語：Rockville）是一個位於美國明尼蘇達州斯特恩斯縣的城市，2002年，羅克維爾因普萊森特萊克與羅克維爾鎮區合併而成立。

## 人口
根據2020年美國人口普查的數據，羅克維爾的面積為78.82平方千米，當中陸地面積為74.29平方千米，而水域面積為4.53平方千米。當地共有人口2388人，而人口密度為每平方千米30人。